# Lacie Heart
Lacie Heart est une actrice américaine de films pornographiques née le 22 aout 1986 à Santa Barbara en Californie.

## Distinctions

### Nominations
- 2007 : AVN Award : Best New Starlet
- 2007 : AVN Award : Best Oral Sex Scene, Video – Roughed Up avec Anton Michael
- 2008 : AVN Award : Best Three-way Sex Scene - Bad Bad Blondes avec Sunny Lane et Derrick Pierce